# Уго II де Кардона
Уго II Фолк де Кардона (Уго II де Кардона Англесола; ок. 1328 — 2 августа 1400) — каталонский дворянин, 10-й виконт де Кардона (1334—1357), 1-й граф де Кардона (1357—1400), барон Бельпуч с 1381 года и виконт Вильямур (с 1386).

## Происхождение
Старший сын Уго I (1307—1334), графа Ампурьяса (1322—1325), 9-го виконта де Кардона (1320—1334) и 1-го барона Гуадалеста, и Беатрис д’Англесола, дочери сеньора Бельпуч, Гульельмо д’Англесола, и, согласно но по некоторым источникам она была сестрой виконта Вильямура, Рамона II.
После смерти своего отца Уго I, которая произошла около 1334 года, Уго II сменил его на посту в качестве виконта Кардона.
Уго был придворным короля Арагона, Педро IV, прозванного Церемонного, участвовавшего в войне против короля Мальорки Хайме III, прозванного Смелым, отличившись при обороне Сердань.
В 1353—1354 годах виконт Кардона также участвовал в Сардинской кампании, где арагонский король Педро IV, союзник Венеции, с военно-морской экспедицией, 29 августа 1353 года разбил генуэзский флот в битве при Порто-Конте близ Альгеро.
За эту верность король возвел его в титул графа Кардоны 4 декабря 1357 года, в то время как по другим источникам это повышение произошло в 1375 году.
Хотя он был советником короля Арагона Педро IV, он был в прекрасных отношениях с маркизом Тортоса, инфантом Фернандо Альфонсо Арагонским, сводным братом Педро, после того, как тот вернулся из изгнания в королевстве Кастилия.
После того, как король Кастилии Педро I Жестокий в 1356 году попытался вернуть мурсийские территории, уступленные королевству Валенсии, война между Арагоном и Кастилией вспыхнула после оккупации Таррагоны Педро I в 1357 году и известен как война двух Педро. Уго II принимал активное участие в обороне границ Арагонской короны.
Уго увеличил свои титулы, став бароном Бельпуч в 1381 году и виконтом Вильямур в 1386 году, после смерти его дяди по материнской линии, Раймондо (Рамона) II Англесолы.
Связь между Уго II де Кардона и королевской семьей укрепилась после брака с Бьянкой, двоюродной сестрой Педро IV, и с Изабеллой Арагонской, племянницей Педро IV. После смерти Петра IV, которая произошла в 1387 году, граф де Кардона поддерживал его старшего сына и преемника Хуана I.
В 1400 году 1-й граф Кардона скончался. Ему наследовал его старший сын Хуан Рамон Фольк I де Кардона (1375—1441), 2-й граф де Кардона.

## Браки и дети
Уго II де Кардона был трижды женат. Его первой женой стала Бьянка д’Арагон (род. 1334), дочь инфанта Раймондо Беренгарио (1308—1364), графа Ампурьяс, и Бланки ди Таранто (1309—1337), дочери Филиппа де Таранто (1278—1332), принца Таранто, деспота Эпира, принца Ахейи и титулярного императора Константинополя, и Тамары Ангелине Комнене. От первого брака у Уго была только одна дочь:
- Беатрис ди Кардона († ок. 1372), вышедшая замуж за Педро II, графа Урхельского, в 1363 году.

Его второй женой стала Беатрис де Луна и Херика (1340 — после 1380), дочерью Пьетро ди Эхерика, барона Эхерики, и его жены Бонавентуры Арборейской. От второго брака у Уго было двое детей:
- Хуан Рамон Фольк I де Кардона (1375—1441), 2-й граф Кардона и виконт де Виламур
- Эльза де Кардона († 1420), вышедшая замуж за Хуана II (1375—1401), графа Ампурьяса.

Его третьей женой стала Изабелла Арагонская (1330—1400), дочерью Хайме, графа Урхельского (1320—1347) и Сесилии Комменж. От третьего брака у Уго не было детей.
Согласно другим источникам, у Уго II было как минимум еще два сына:
- Уго де Кардона (+ 1410), барон Бельпуч, муж баронессы Франчески де Пинос.
- Антонио де Кардона (+ 1439), барон Джулианы и вице-король Сицилии с 1416 по 1419 год, от которого произошли графы Коллесано и графы Реджио.